# Људмила Лисина
Људмила Лисина (Одеса, 2. новембар 1939) је била југословенска и руска филмска и позоришна глумица и лектор за руски језик. Била је удата за филмског редитеља Драгована Јовановића са којим је имала сина Игора. Емигрирала је у Тел Авив, Израел.

## Филмографија
|                   | 1960 | 1970 | 1980 | Укупно |
| ----------------- | ---- | ---- | ---- | ------ |
| Дугометражни филм | 1    | 3    | 2    | 6      |
| ТВ филм           | 0    | 1    | 0    | 1      |
| Укупно            | 1    | 4    | 2    | 7      |

| Год.     | Назив                             | Улога \|- style="background: Lavender; text-align:center; " | 1960.-те | 1960.-те | 1960.-те | 1960.-те |
| 1968.    | Бекства                           | Јелена                                                      |          |          |          |          |
| 1970.-те |                                   |                                                             |          |          |          |          |
| 1971.    | Све ће то народ позлатити ТВ филм | /                                                           |          |          |          |          |
| 1972.    | Девојка са Космаја                | Нина                                                        |          |          |          |          |
| 1973.    | Бегунац                           | Ана                                                         |          |          |          |          |
| 1978.    | Није него                         | Професорка руског језика                                    |          |          |          |          |
| 1980.-те |                                   |                                                             |          |          |          |          |
| 1980.    | Петријин венац                    | Рускиња                                                     |          |          |          |          |
| 1984.    | Шта се згоди кад се љубав роди    | Наташина мајка                                              |          |          |          |          |